# Cajarc
Cajarc är en kommun i departementet Lot i regionen Occitanien i södra Frankrike. Kommunen ligger i kantonen Cajarc som tillhör arrondissementet Figeac. År 2022 hade Cajarc 1 134 invånare.

## Befolkningsutveckling
Antalet invånare i kommunen Cajarc
| Referens: INSEE |